# 이밀 (582년)

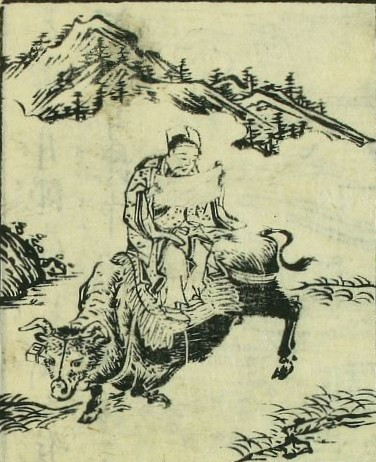

이밀(李密, 582년 ~ 619년)은 수나라 말기에서 당나라 초기에 걸쳐 활약했던 정치가이자 유력 군웅의 한 사람으로, 수 양제의 지배에 반기를 들고 일어난 반란군의 수령이었다. 자는 법주(法主) 또는 현수(玄邃). 가명은 유지원(劉智遠). 칭호는 위공(魏公)

## 생애
아버지 이관(李寬)의 포산공(蒲山公) 작위를 이었고, 수 양제의 친위부(親衛府) 대도독(大都督)이 되었다. 양현감이 613년에 양제에게 반기를 들고 대립하다 패배하자, 이밀은 617년에 양제에게 반기를 들고 반란을 주도하였다. 이밀의 군대는 수나라 군대보다 우세하여 곧 새로운 왕조를 건설할 수 있을 것이라는 기대를 걸고 있었던 수많은 추종자들이 그에게로 몰려왔고, 그는 이들의 지지를 받게 되었다. 그래서 두건덕・주찬・서원랑・맹해공(孟海公) 등 각처의 유력 반란군 수령들이 그에게 칭제(稱帝)를 할 것을 권하였다. 심지어 이연(훗날의 당 고조)조차도 그의 칭제를 권할 것을 은밀히 간청하는 글을 써서 올렸을 정도였다.
613년 양현감(楊玄感)이 수나라에 반대하여 거병할 때 협력하였으며 이후 자립하였고 617년 책양(翟襄)의 추천을 받아 주군(主君)이 되어, 스스로 위공(魏公)이라 하고, 연호를 영평(永平)이라고 하였다. 그러나 그가 이끄는 군대는 수나라의 동도(東都) 낙양에서 수나라의 수비군에 저지되어 그들과 교착 상태에 들어가게 되었고, 끝내 낙양을 함락시키지 못하였다. 그리고 618년에 수나라 장수 왕세충의 매복에 걸려 그의 전 병력이 전멸에 가까운 대타격을 입고 참패하였다. 그 후 당나라를 건국할 때, 부하 위징(魏懲)등을 이끌고 당나라 수도 장안으로 들어갔다. 이연은 이밀을 환대하여, 당나라 상주국(上柱國)·광록경(光祿卿)·형국공(刑國公)등의 높은 지위, 벼슬을 주었다. 그 후 당나라를 배반하여 그 자신의 세력을 재흥시키려고 하였으나 당나라 장수 성언사(盛彦師)에게 사로잡혀 생을 마감하였다.

## 가족 관계
- 증조부：위국공 이필(魏國公 李弼) - 서위 8대 주국대장군(柱國大將軍)의 1인
  - 조부：형국공 이요(邢國公 李耀)
    - 아버지：포산공 이관(蒲山公 李寬)
    - 아내
      - 왕씨(王氏) - 왕수재(王秀才)의 딸
      - 독고씨(獨孤氏) - 당 고조의 사촌, 618년 결혼

## 이밀이 등장한 작품
- * (연개소문) SBS, 2006년~2007년,배우:최재성

## 참고 자료
- 《수서》, 권 035 - 열전(列傳) 제34
- 《구당서》, 권 053 - 열전(列傳) 제3 - 이밀전(李密傳)
- 《신당서》, 권 084 - 열전(列傳) 제19 - 이밀전(李密傳)
- 《자치통감》, 권 181 ・182 ・183 ・184 ・185 ・186 ・187 ・188 ・189
- 황충호 지음, 『제왕 중의 제왕, 당태종 이세민』. 아이필드, 2008년

| 전임 수 양제 양광 | 중국 하남 동부의 지배자 617년－618년 | 후임 수 애제 양동 |